# زلت
زِلِت، روستایی است از توابع بخش یانه‌سر شهرستان بهشهر در استان مازندران ایران.

## جمعیت
این روستا در دهستان عشرستاق قرار دارد و براساس سرشماری مرکز آمار ایران در سال ۱۳۸۵، جمعیت آن ۱۹۲ نفر (۴۵خانوار) بوده‌است. مردم زلت از قومیت طبری هستند. مردم زلت به زبان طبری (مازندرانی) سخن می‌گویند.